# Basilia longispinosa
Basilia longispinosa är en tvåvingeart som först beskrevs av Musgrave 1927.  Basilia longispinosa ingår i släktet Basilia och familjen lusflugor. Inga underarter finns listade i Catalogue of Life.